# Союз ТМА-15
Союз ТМА-15 е пилотиран космически кораб от модификацията „Союз ТМА“, полет 19S към МКС, 125-и полет по програма „Союз“. Чрез него е доставена в орбита двадесета основна експедиция и е 47-и пилотиран полет към „МКС“.

## Екипаж

### При старта и при приземяването

#### Основен
Двадесета основна експедиция на МКС
- Роман Романенко (1) – командир
- Франк Де Вини (2) – бординженер-1
- Роберт Тирск (2) – бординженер-2

#### Дублиращ
- Дмитрий Кондратиев – командир
- Андре Койперс – бординженер-1
- Кристофър Хадфийлд – бординженер-2

## Най-важното от мисията
Екипажът на Двадесета основна експедиция пристига успешно на борда на МКС на 29 май и се присъединява към „Експедиция-19“. Съвместният им полет продължава около 5 месеца и половина.
Екипажът провежда различни научни изследвания в областта на медицината, физиката, прави наблюдения на Земята, провежда две излизания в открития космос (от членовете на „Експедиция-19“), посреща и разтоварва два товарни космически кораба „Прогрес М-67 и М-03М“ (единият след пристигането на „Експедиция-21“).

### Космически разходки
| № | Участници                    | Начало                | Край                  | Продължителност    |
| - | ---------------------------- | --------------------- | --------------------- | ------------------ |
| 1 | Генадий Падалка Майкъл Барат | 5 юни 2009 07:52 UTC  | 5 юни 2009 12:46 UTC  | 4 часа и 54 минути |
| 2 | Генадий Падалка Майкъл Барат | 10 юни 2009 06:55 UTC | 10 юни 2009 07:07 UTC | 12 минути          |

На 15 юли 2009 г. стартира и два дни по-късно се скачва със станцията совалката „Индевър“, мисия STS-127. С нея пристига на борда на МКС Тимъти Копра, който заменя астронавтката Сандра Магнус като бординженер-2 в „Експедиция-19/20“. Остават скачени около 11 денонощия с МКС.
На 29 август 2009 г. стартира и два дни по-късно се скачва със станцията совалката „Дискавъри“, мисия STS-128. С нея пристига на борда на МКС Никол Стот, която заменя астронавта Тимъти Копра като бординженер-2 в „Експедиция-19/20“. Остават скачени почти 10 денонощия с МКС.
На 30 септември е изстрелян, а на 2 октомври се скачва с МКС космическият кораб Союз ТМА-16 с екипажа на „Експедиция-21“. След около осемдневен съвместен полет, екипажът на „Експедиция-19“ се завръща на Земята на 11 октомври на борда на „Союз ТМА-14“, заедно с осмия космически турист – Ги Лалиберте.
След завръщането на Падалка и Барат със „Союз ТМА-14“, останалите членове на дълговременния екипаж („Експедиция-20“) остават в космоса до началото на декември, заедно с „Експедиция-21“.
На 16 ноември 2009 г. стартира и два дни по-късно се скачва със станцията совалката „Атлантис“, мисия STS-129. Съвместният им полет продължава над 6 денонощия. С нея се приземява астронавтката Н. Стот от „Експедиция-19/20“.
След около двумесечен съвместен полет, екипажът на „Експедиция-20“ се завръща успешно на Земята на 1 декември на борда на „Союз ТМА-15“.
- Транспортирането на „Союз ТМА-15“ до стартовата площадка